# زبابة كشميرية قزمة
زبابة كشميرية قزمة (الاسم العلمي: Sorex planiceps) (بالإنجليزية: Kashmir Pygmy Shrew)‏ هو نوع من الحيوانات يتبع جنس الزبابة من الفصيلة الزبابات.